# Diecezja Guaranda
Diecezja Guaranda (łac. Dioecesis Guarandensis) – rzymskokatolicka diecezja w Ekwadorze należąca do metropolii Quito. Została erygowana 29 grudnia 1957 roku.

## Ordynariusze
- Gilberto Tapia 1957 – 1959
- Cándido Rada Senosiáin S.D.B. 1960 – 1980
- Raúl Holguer López Mayorga 1980 – 1990
- Miguel Angel Aguilar Miranda 1991 – 2004
- Ángel Polivio Sánchez Loaiza 2004 - 2013
- Skiper Yáñez Calvachi 2014 - 2018
- Hermenegildo Torres Asanza, od 2018